# ホワットエヴァー・ユー・ライク
「ホワットエヴァー・ユー・ライク」は、アメリカ合衆国のヒップホップミュージシャンT.I.が2008年に発表する6枚目のスタジオ・アルバム『ペーパー・トレイル: 真実の行方』からのファーストシングル。2008年7月16日リリース。T.I.にとって、この「ホワットエヴァー・ユー・ライク」というタイトルの楽曲は2曲目になる。1度目の「ホワットエヴァー・ユー・ライク」は、ニコール・シャージンガーが2007年に発表した同名楽曲（原題：Whatever U Like）に客演で参加した際のもの。
この楽曲のプロデュースは、リル・ウェインの大ヒット曲「ロリポップ」のプロデューサーを務めたジム・ジョンシンが担当している。
この曲をウィアード・アル・ヤンコビックがパロディにしている。タイトルも同じである。

## ミュージック・ビデオ
ミュージック・ビデオはロサンゼルスのマリブで撮影されており、監督はデイヴ・マイヤーズが担当している。ビデオはBETのAccess Grantedという番組で2008年8月6日に初公開となった。
ビデオは、少女がファーストフード店で働いている場面から始まる。その店にT.I.が来店し、T.I.は注文のあと勘定の際に少女の手の中に電話番号を書いた紙切れを渡す。その後少女は楽曲の歌詞のようにセレブ生活を送り、プライベート・ジェットで旅行をしたり、高級料理のディナーを堪能したり、T.I.に車をプレゼントされたりする。結末が明らかになるビデオの終盤では、再びファーストシーンの場面に戻るが、少女が手に持っていたのはT.I.の電話番号の書かれた紙切れではなくファーストフードの代金（紙幣）で、数々の夢物語は単に少女の妄想であったといういわゆる夢落ちのような展開を迎え、少女が「何かの間違いよ!!」と発狂し、呆然とする場面で終わる。
このミュージック・ビデオのYouTubeでの再生回数は、2008年12月7日時点で驚異の3000万回以上にも達している。

## チャート成績
アメリカ合衆国のビルボード総合シングルチャートBillboard Hot 100には、2008年8月23日付のチャートに99位で初登場した。登場2週目は71位まで順位をあげた。3週目には71位から1位へと急上昇し、マルーン5の「メイクス・ミー・ワンダー」の持っていた64位から1位というジャンプアップ記録を塗り替えた。総合シングルチャートの1位はT.I.の音楽キャリア上2度目で、1度目はジャスティン・ティンバーレイクが2006年に発表した楽曲「マイ・ラヴ」に客演で参加した際に獲得している。ソロでは自身初となった。なお、順位を大きくあげたのはデジタル・ダウンロードが解禁になったためで、この週のこの楽曲のダウンロード・セールスは205,000件を記録し、ビルボードのHot Digital Songsチャートでも1位を獲得した。この楽曲はそのまま3週間続けてHot 100の1位をキープし続けるが、4週目にはP!NKの「ソー・ホワット」に1位を奪われてしまう。しかし翌週には、「ソー・ホワット」を蹴落とし再びHot 100の第1位への返り咲きを果たしている。これにより、「ホワットエヴァー・ユー・ライク」のHot 100第1位獲得週数は通算4週目となった。さらにその翌週も1位を獲得し、これによりHot 100第1位獲得週数を通算5週に延ばした。6週目の1位獲得に期待のかかった翌週は、リアーナを客演に迎えての自身のニュー・シングル「マイアヒ・ライフ」が第1位を獲得。この週、「ホワットエヴァー・ユー・ライク」は2位へとスライドダウンした。なお、同一ミュージシャンによる1位の奪取は2004年にアッシャーが達成して以来の快挙となった。そのまま2週間のあいだは連続で2位に、2008年11月1日付のHot 100では、ブリトニー・スピアーズの「ウーマナイザー」を蹴落とし、再びトップに返り咲いている。これにより、通算6週目の1位獲得を達成した。Hot R&B/Hip-Hop Songsチャートでは最高位1位を記録しており、この楽曲で通算13曲目のトップ10入り、また2曲目の第1位楽曲となった。Pop 100チャートでは最高位5位を記録し、ソロでは2番目に大きなヒットとなった。この楽曲は全米のラジオ局から絶大な人気を誇るラジオ・ヒットとなっており、Hot 100 Airplayチャートでも複数週にわたって第1位を記録している。この楽曲はこれまでに、9つのビルボードの展開するチャートでナンバー1を獲得している。
世界では、カナダのシングルチャートCanadian Hot 100には22位で初登場し、最高位は14位を記録。一方、イギリスのUKシングルチャートには60位で初登場、アイルランドのシングルチャートには19位で初登場している。
オーストラリアでは、最高位15位、同じくDLチャートでも最高位15位を記録。ニュージーランドのシングルチャートでは、2008年10月20日付のチャートで第1位に輝いている。

### チャート
| チャート（2008年）                               | 最高順位 |
| ------------------------------------------------ | -------- |
| アイルランド・シングルチャート                   | 19       |
| アメリカ合衆国・Billboard Hot 100                | 1        |
| アメリカ合衆国・ビルボード Hot R&B/Hip-Hop Songs | 1        |
| アメリカ合衆国・ビルボード Hot Rap Tracks        | 1        |
| アメリカ合衆国・ビルボード Pop 100               | 3        |
| イギリス・シングルチャート                       | 47       |
| イスラエル・シングルチャート                     | 14       |
| オランダ・シングルチャート                       | 64       |
| カナダ・シングルチャート                         | 14       |
| キプロス・シングルチャート                       | 1        |
| クロアチア・シングルチャート                     | 2        |
| スウェーデン・シングルチャート                   | 51       |
| ドイツ・シングルチャート                         | 59       |
| トルコ・シングルチャート                         | 13       |
| ニュージーランド・シングルチャート               | 1        |
| ノルウェー・シングルチャート                     | 19       |

| 先代 リアーナ「ディスタービア」                     | アメリカ合衆国 Billboard Hot 100 第1位 （1度目） 2008年9月6日 - 2008年9月20日   | 次代 P!NK「ソー・ホワット」                   |
| 先代 P!NK「ソー・ホワット」                         | アメリカ合衆国 Billboard Hot 100 第1位 （2度目） 2008年10月4日 - 2008年10月18日 | 次代 T.I. Feat. リアーナ「マイアヒ・ライフ」  |
| 先代 ジャズミン・サリヴァン「ニード・ユー・バッド」 | アメリカ合衆国 Hot R&B/Hip-Hop Songs 第1位 2008年10月4日 - 2008年10月18日       | 次代 ジェニファー・ハドソン「スポットライト」 |
| 先代 ブリトニー・スピアーズ「ウーマナイザー」       | アメリカ合衆国 Billboard Hot 100 第1位 （3度目） 2008年11月1日 - 2008年11月8日  | 次代 T.I. Feat. リアーナ「マイアヒ・ライフ」  |